# Pristimantis delius
Pristimantis delius é uma espécie de anfíbio da família Craugastoridae. Pode ser encontrada no Equador, Peru e Brasil (no estado do Acre).